# کوسه نو مارو
کوسه نو مارو (به ژاپنی: 巨勢麻呂); زادروز نامشخص – ۷ فوریهٔ ۰۷۱۷) یک کوگیو (مقام درباری) در دوره آسوکا و اوایل دوره نارا اهل ژاپن بود.